# هارولد هانسون
هارولد هانسون (بالإنجليزية: Harold Hanson)‏ (16 يوليو 1999 في الولايات المتحدة - ) هو لاعب كرة قدم أمريكي في مركز الدفاع. لعب مع بورتلاند تمبرز.

## وصلات خارجية
- هارولد هانسون على موقع قاعدة بيانات كرة القدم.إي يو (الإنجليزية)